# 시원 (전한)
시원(始元)은 중국 전한(前漢) 소제(昭帝)의 첫 번째 연호이다. 기원전 86년에서 기원전 80년 7월까지 6년 7개월 동안 사용하였다.

## 연대대조표
| 시원                | 원년        | 2년         | 3년         | 4년         | 5년         | 6년         | 7년         |
| 서력                | 기원전 86년 | 기원전 85년 | 기원전 84년 | 기원전 83년 | 기원전 82년 | 기원전 81년 | 기원전 80년 |
| 육십간지 (六十干支) | 을미(乙未)  | 병신(丙申)  | 정유(丁酉)  | 무술(戊戌)  | 기해(己亥)  | 경자(庚子)  | 신축(辛丑)  |

## 같이 보기
- 중국의 연호

| 이전 연호 후원(後元) | 중국의 연호 전한(前漢) | 다음 연호 원봉(元鳳) |